# Pozzo perdente
È detto pozzo perdente un qualsiasi tipo di pozzo naturale o trivellato o cavato a mano che, soprattutto nei tempi passati, era utilizzato a convogliare nel sottosuolo e quindi a disperdere in esso tutti quei rifiuti liquidi che non si sapeva come smaltire diversamente.
In genere si trattava di liquami di provenienza umana e/o animale (si pensi ai grandi allevamenti di animali, stalle ecc.), ma sono noti, con l'avvento dell'era industriale, i casi di inquinamento delle falde freatiche o artesiane da parte dei liquami industriali carichi di metalli pesanti (si pensi al cromo esavalente che, pompato in falda dalle fabbriche che lo producevano come scarto delle produzioni industriali ha causato l'inquinamento di gran parte dei pozzi che servivano l'abitato di Milano e la sua area metropolitana sin dall'inizio degli anni sessanta) o all'attuale percolato che dalle discariche abusive di rifiuti urbani (e non), incanalandosi lungo fenditure naturali, pozzi carsici o appositamente trivellati ecc., è causa di gravissime forme di inquinamento delle falde e, certo non ultima, concausa della gravissima situazione dello smaltimento dei rifiuti a Napoli ed in tutta la Campania sin dall'inizio del XXI secolo e come scomoda eredità del secolo precedente.
Si è detto che questa situazione si riferisce al passato, anche piuttosto recente, invero, in quanto le più recenti normative nazionali, recependo quelle europee, oggi (d. lgs. n° 152/2006 e successive) vietano l'utilizzo di pozzi perdenti per lo sversamento di liquami o di reflui industriali "tal quali", cioè senza che abbiano subito preventivamente gli opportuni trattamenti di depurazione e affinazione atti al raggiungimento dei parametri previsti per il loro sversamento nel recapito finale, sia esso un corpo idrico o semplicemente il sottosuolo.